# Gobertange
Gobertange est un hameau belge de l'ancienne commune de Mélin, situé dans la commune de Jodoigne dans la province de Brabant wallon en Région wallonne.

## La pierre de Gobertange
Gobertange a donné son nom à la pierre calcaire gréseuse éponyme en fonction de carrières encore très actives au XIXe siècle mais actuellement pratiquement épuisées.
La pierre beige claire a notamment été utilisée dans la construction de bâtiments prestigieux comme l'hôtel de ville de Bruxelles, celui de Louvain ou encore la cathédrale Saints-Michel-et-Gudule de Bruxelles et l'église Saint-Nicolas de La Hulpe.

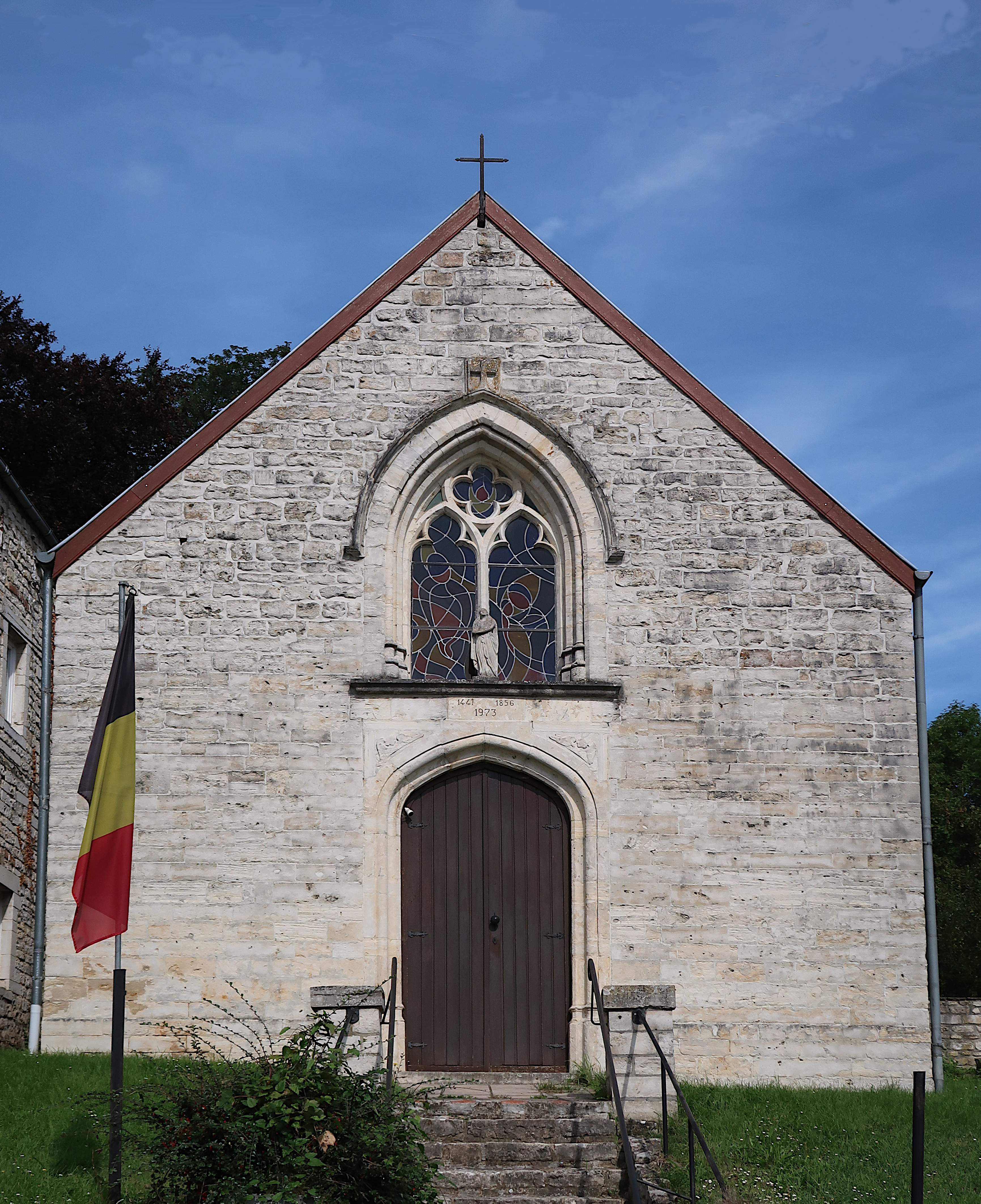
Chapelle Sainte-Marie-Madeleine de Gobertange en pierre de Gobertange
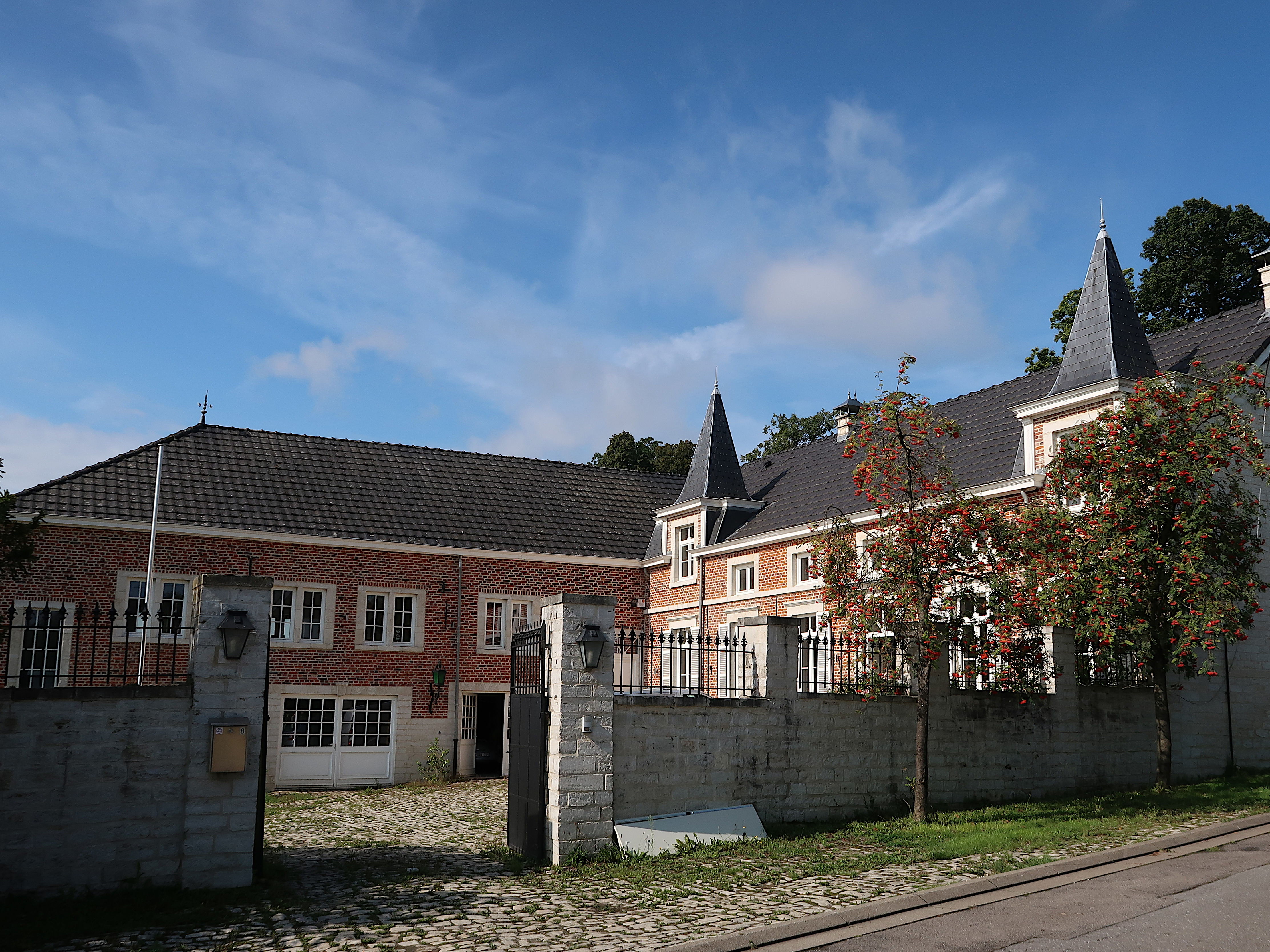
Château de Gobertange, du début du 19e siècle